# Groepsstalking
Groepsstalking is een psychologisch verschijnsel waarbij men meent door meerdere mensen gestalkt, bedreigd en gekweld te worden. Vaak gaat dit gevoel gepaard met (andere) paranoïde wanen.

## Geschiedenis
Rond het jaar 2000 begon men het woord groepsstalking (Engels: gang stalking) te gebruiken. Dit woord functioneert sindsdien als een concept dat paranoïde mensen in staat stelt elkaar op het internet vinden.

## Onderzoek
Uit een wetenschappelijk onderzoek naar mensen die beweerden slachtoffer te zijn van groepsstalking, bleek dat alle participanten waarschijnlijk leden aan mentale aandoeningen. Verder werd door de onderzoekers voorgesteld dat de ideeën van sommige participanten mogelijk beïnvloed waren door het internet en samenzweringstheorieën.

## In de populaire cultuur
Literatuur
- Gloria Naylor, 1996, Third World Press, 2005. [6]